# Syndrome frontal
 (juin 2019).
Si vous disposez d'ouvrages ou d'articles de référence ou si vous connaissez des sites web de qualité traitant du thème abordé ici, merci de compléter l'article en donnant les références utiles à sa vérifiabilité et en les liant à la section « Notes et références ».
 Mise en garde médicale

Vue inférieure du lobe frontal.

Le syndrome frontal est un syndrome en neurologie résultant de lésions ou de dysfonctionnement du lobe frontal. Les lésions peuvent être causées par divers troubles (AVC, tumeur, traumatisme, maladie neurodégénérative…). Les lobes frontaux intervenant dans les fonctions exécutives, ce syndrome s'exprime par des troubles cognitifs spécifiques.

## Définition
Le syndrome frontal est l'association de plusieurs signes cliniques observés lors des lésions de la partie antérieure du lobe frontal (AVC, tumeur, traumatisme). Il est possible de classer ces symptômes en plusieurs catégories :
- troubles comportementaux ;
- troubles cognitifs ;
- autres troubles.

## Troubles comportementaux
Selon la lésion, chez l'individu atteint du syndrome frontal deux types de troubles comportementaux diamétralement opposés sont possibles :
- syndrome frontal de type inhibé. On observe une hypoactivité globale qui se manifeste par une aboulie, une apathie et une aspontanéité. Le discours est réduit, le malade n'initie jamais une conversation ;
- syndrome frontal de type désinhibé. On observe à l'opposé une hyperactivité globale avec distractibilité, impulsivité, désinhibition et moria.

D'autres signes sont présents : une persévération ou bien des comportements stéréotypés.

## Troubles cognitifs
Ces troubles ne peuvent être mis en évidence que chez les patients peu touchés, capables de comprendre les consignes : 
- perte de l'abstraction ;
- troubles de l'attention complexe et de la concentration ;
- trouble des fonctions exécutives ;
- délai lors de l'initiation de l'action ;
- diminution de la flexibilité conceptuelle ;
- difficultés à la mémorisation et à la planification (troubles d'encodage, de récupération de l'information, de rappel des intentions et de rappel du contexte).

## Autres troubles neurologiques
- Anosognosie
- Troubles du comportement (social, alimentaire, sexuel, affectif)
- Trouble du déficit de l'attention avec ou sans hyperactivité
- Hypertonie oppositionnelle
- Réflexe d'agrippement
- Collectionnisme
- Crises d'épilepsie partielles

Si l'atteinte du lobe frontal est plus postérieure, et selon que la lésion concerne l'hémisphère cérébral dominant, ou l'hémisphère mineur, d'autres signes sont observables :
- déficit moteur ;
- aphasie de Broca ;
- atteinte oculomotrice (déviation de la tête et des yeux du côté atteint) ;
- négligence spatiale unilatérale ;
- asomatognosie.